# Wapen van Vierpolders

Wapen van Vierpolders

Het wapen van Vierpolders werd op 24 december 1817 door de Hoge Raad van Adel aan de gemeente Vierpolders in gebruik bevestigd. Op 1 januari 1980 werd Vierpolders onderdeel van de gemeente Brielle. Het wapen van Vierpolders is daardoor komen te vervallen. In het wapen van Brielle zijn geen elementen uit het wapen van Vierpolders overgenomen.

## Blazoenering
De blazoenering van het wapen luidde als volgt:
Van keel beladen met een degen van zilver, geplaatst en pal, 't gevest naar beneden, verzeld en chef van 1, ter regterzijde van 5 en ter linkerzijde van 4 penningen, alle van goud.
De heraldische kleuren zijn zilver (wit), goud (geel) en keel (rood). In de heraldiek zijn links en rechts gezien van achter het schild; voor de toeschouwer zijn deze dus verwisseld.

## Geschiedenis
Het wapen is gelijk aan dat van de ambachtsheerlijkheid Vierpolders. Het wordt al in 1729 als zodanig vermeld. De voorstelling van het wapen symboliseert het verzet tegen Alva's tiende penning, wat aardig tot uitdrukking komt in het volgende rijmpje:
"D'tiende penning eis, gaf ons dit heerlijke wape,

want als men Alba's wet, weet na 't geld sag gape.

Was niemant hier gesint te geven dese munt,

Maer voor het tiende stuck bood iedereen de punt."

De symboliek is duidelijk: de bezetter moest de tiende penning maar met geweld komen halen, op de punt van het zwaard.